# Wladimir Michailowitsch Sokolow
Wladimir Michailowitsch Sokolow (russisch Владимир Михайлович Соколов; * 15. März 1939 in Ufa; † 11. Januar 2017 in Omsk) war ein sowjetischer Radrennfahrer und Weltmeister im Radsport.

## Sportliche Laufbahn
Sokolow war Straßenradsportler. Er gewann mit Waleri Jardy, Boris Schuchow und Waleri Lichatschow 1970 den Titel im Mannschaftszeitfahren bei den UCI-Straßen-Weltmeisterschaften. 1961 gewann Sokolow die nationale Meisterschaft der Studenten im Straßenrennen. Den nationalen Titel im Mannschaftszeitfahren gewann er 1967. 1968 siegte er in der Mexiko-Rundfahrt vor Jesus Sarabia. Im Milk Race wurde er Zweiter hinter Gösta Pettersson. 1970 kam er im Grand Prix François Faber auf den 3. Platz der Gesamtwertung. 1969 fuhr er die Internationale Friedensfahrt und wurde 11. der Gesamtwertung. 1970 kam er auf den 61. Rang, 1971 wurde er 23.

## Berufliches
Anfang der 1980er Jahre war er Nationaltrainer für die Disziplin Mannschaftszeitfahren. Er arbeitete als Leiter der Abteilung für Radfahren und Skaten an der Sibirischen Staatlichen Universität für Körperkultur und Sport. 1998 wurde ihm der akademische Titel Professor zuerkannt.